# حزب العمال الغواتيمالي
حزب العمال الغواتيمالي (بالإسبانية: Partido Guatemalteco del Trabajo) هو حزب شيوعي في غواتيمالا، استمر تواجده من 1949 حتى 1998. اكتسبت شهرته خلال حكومة العقيد جاكوبو أربينز. كان أحد أهم قوى المعارضة للأنظمة التي أتت للسلطة بعد سقوط أربينز، وهو أحد التنظيمات المؤسسة للوحدة الوطنية الثورية الغواتيمالية؛ حركة التمردة الموحدة الرئيسية خلال المرحلة الأخيرة من الحرب الأهلية الغواتيمالية.
عقد الحزب مؤتمره الأول تحت اسم الحزب الشيوعي الغواتيمالي (بالإسبانية:Partido Comunista de Guatemala) في 28 سبتمبر 1949. كان عدد المنتمين للحزب في وقت مؤتمره الأول هو 43.